# Teratausta odontalis
Teratausta odontalis är en fjärilsart som beskrevs av George Francis Hampson 1903. Teratausta odontalis ingår i släktet Teratausta och familjen Crambidae. Inga underarter finns listade i Catalogue of Life.